# 紋帶麗體魚
紋帶麗體魚，為輻鰭魚綱鱸形目隆頭魚亞目慈鯛科的其中一種，分布於南美洲委內瑞拉東北部及千里達的淡水流域，體長可達12.8公分，棲息在河川中底層水域，生活習性不明。

## 擴展閱讀
維基物種上的相關：紋帶麗體魚